# فرج‌الله کمالی
فرج‌الله کمالی (۱۳۲۸، برازجان - ۱۳۹۹)، شاعر محلی‌سرای دشتستان و در کنار محمد بیابانی و ایرج شمسی زاده از پیشگامان شعر محلی استان بوشهر بود. وی متولد ۲ تیر ۱۳۲۸ خورشیدی در برازجان بود. دیپلم طبیعی را در دبیرستان سعادت بوشهر و سپس کارشناسی زیست‌شناسی را از دانشگاه اصفهان (۱۳۵۰) گرفت و در شیراز، بوشهر و برازجان در استخدام وزارت بهداشت بود. او نخستین شاعر محلی‌سرای استان بوشهر بود که مجموعه‌ای از برجسته‌ترین شعرهای محلی خود به گویش دشتستانی را در کتابی با عنوان «دشتسونی» و سپس «لیک ناله بیچارگان» به چاپ رساند. شعر دشتسون و قمرو از غزلیات مشهور اوست. فرج‌الله کمالی ۱۹ اردیبهشت‌ماه ۱۳۹۹ در پی یک دوره بیماری در سن ۷۱ سالگی درگذشت.

## اجراها
هشت شعر از آثار فرج‌الله کمالی توسط سبحان گنجی اجرا شده‌اند. چهار شعر در آلبوم منمنه (انتشار در شهریور ماه ۱۴۰۱) شامل چهارپاره درد دل (دل مو باز چشه تو تک و دو افتاده) با عنوان منمنه و غزل‌های دشتسون، اسپیک (اسپیک خوندیم ای سفر پی حکم دل بیدن بسه) و قمرو (قمرو ای قمرو میش‌کرم کل‌یدالله) و چهار شعر در آلبوم مونه کشت. شامل قطعات بندر گناوه (نوروزه و دل تو پیچ و تاوه) بی مقدما (بی مقدما ز وو دل برق جمالش مونه کشت) با عنوان مونه کشت، خو (جرون ظهر توسون بی برازگون خالی از جون بی) و یاد گذشته (دوش تا دم صو غم تو دلم کم سرکش بی) با عنوان اوس تی سو

## نمونه از شعرهای فرج‌الله کمالی
شعر دشتستون یکی از معروف‌ترین آثار کمالی

دشتستون فرق سرم تا نُکِ پام سیت بیقرار آویده، بَلکم بیشتر

لُـکّـه بی اَسو خیالم بوتِ فهمیده چَـهار آویده، بلکم بیشتر
دوکْشِه اُمشو و موکَهنُـنْـدِنه پاک گُـنْجَلِ شیرِ غم دیرت بیدَن

مِی کراخهٔ گِـنُمی نی که پُرِ موری سوار آویده، بلکم بیشتر
اَور غُربت تو دلم نافِ زمین هِـشته وُ سیلاویه امشو حُکمن

ای خِشَم پاک وِغُناهِشتِ درهٔ گِروه بیدار آویده، بلکم بیشتر
آرمونم سی یه دعفهٔ دیه شو نصوِ شُـوَل بُنگِ فُـویِز اِشنُـفتن

مثِ تریاکیِ پیری که سی نیم بسّی خُمار آویده، بلکم بیشتر
وختی وَت ری میکُنُم خُرجِ دلُم میله بُنی غصّه ش خالی کردن

مثِ خلفهٔ که ول آوو پس چَن رو که چِـدار آویده، بلکم بیشتر
مث بَهلِو ور تشنهٔ که سیِ او لَهکِـه عزیزی سی مو بلکم بِختر

مث خُشکی سی غُراوی که و طیفونی دُچار آویده، بلکم بیشتر
غلّه کالَل ای موسـُم غرقِ کُله غوره، یِ مسماله وزنَـگُل پا کُو

تـِل وتمبال ودره، پاک وشَـدَنْبو نـِدیار آویده، بلکم بیشتر
سر کَـلْوَنْدِ مو افتاده ورشکُـندُمه دل محضِ بُرازگون رفتن

بخدا قسَّمِ رنگـُم وخجالت مِـِث نار آویده، بلکم بیشتر
توعزیزی سی مواَنّا سی سوخزار خِشو نم نمِ بارون رِختن

قَـدِ اَفتو سی خَسیلی که سِیَـه گیرِ کُنار آویده، بلکم بیشتر
چه کُنُـم بهز یُ وَم ور نمیا شرحِ فراق تـُنه دادن بِیشتر

اِی دریغا که «کمالی» مث لاتِ تُوقمار آویده، بلکم بیشتر